# توماس گیلمن
توماس پاتریک گیلمن (به انگلیسی: Thomas Patrick Gilman؛ زادهٔ ۲۸ مهٔ ۱۹۹۴) کشتی‌گیر آمریکایی دستهٔ ۵۷ کیلوگرم کشتی آزاد است. او مدال برنز المپیک ۲۰۲۰ توکیو و یک مدال طلا (۲۰۲۱) و دو نقره (۲۰۱۷، ۲۰۲۲) را از مسابقات قهرمانی کشتی جهان کسب کرده است.

## فعالیت حرفه‌ای

### مسابقات قهر، مدال طلا ان ۲۰۱۷
گیلمن در وزن ۵۷ کیلوگرم کشتی آزاد مسابقات قهرمانی کشتی جهان ۲۰۱۷ پاریس حاضر بود که آندری یاتسنکوف از اوکراین، رضا اطری از ایران، نودیرجان صفراف از ازبکستان و جونگ هاک جین از کره شمالی را شکست داد و به فینال رسید. وی در دیدار نهایی از یوکی تاکاهاشی کشتی‌گیر ژاپن شکست خورد و به مدال نقره بسنده کرد.

### المپیک ۲۰۲۰ توکیو
گیلمن در وزن ۵۷ کیلوگرم کشتی آزاد المپیک ۲۰۲۰ توکیو حاضر بود که در کشتی اول به زائور اوگویف از روسیه باخت و با توجه به حضور این کشتی‌گیر در فینال، به دیدار شانس مجدد رفت. او در مرحله شانس مجدد غلام‌جان عبدالله‌یف از ازبکستان را شکست داد و به دیدار رده‌بندی رسید. وی در این دیدار رضا اطری از ایران را شکست داد و مدال برنز وزن ۵۷ کیلوگرم را بدست آورد.

### قهرمانی کشتی جهان ٢٠٢١
توماس گیلمن در وزن ۵۷ کیلوگرم کشتی آزاد مسابقات قهرمانی کشتی جهان ٢٠٢١ اسلو پس از کسب برتری در مقابل حریفانی از فدراسیون کشتی روسیه، مقدونیه و آلمان به دیدار نهایی راه یافت. وی در فینال برابر علیرضا سرلک از جمهوری اسلامی ایران با نتيجه ۵ بر ٣ به برتری رسید و صاحب گردن آویز طلا شد.

### قهرمانی کشتی جهان ٢٠٢۲
گیلمن در وزن ۵۷ کیلوگرم کشتی آزاد مسابقات قهرمانی کشتی جهان ٢٠٢۲ بلگراد شرکت کرد، او در این مسابقات جورجی اوکوروکوف از استرالیا، زانابازار زاندانبود از مغولستان و زو وانهو از چین را شکست داد و به فینال رسید. وی در دیدار نهایی به زلیمخان آباکاروف از آلبانی باخت و به مدال نقره رسید.